# Kyjov (Žďár nad Sázavou)
Kyjov é uma comuna checa localizada na região de Vysočina, distrito de Žďár nad Sázavou.